# Astragalus teheranicus
Astragalus teheranicus är en ärtväxtart som beskrevs av Pierre Edmond Boissier. Astragalus teheranicus ingår i släktet vedlar, och familjen ärtväxter. Inga underarter finns listade i Catalogue of Life.